# Tir groupé
Pour plus de détails, voir Fiche technique et Distribution.
Tir groupé est un film français réalisé par Jean-Claude Missiaen, sorti en 1982.

## Synopsis
Fripier aux puces de Clignancourt, Antoine Béranger forme un couple avec Carine Ferrand, employée dans un magasin de luxe, mais ils ne sont pas encore installés ensemble. Un soir, après avoir dîné au restaurant avec Carine et tenté vainement de la faire venir chez lui, Antoine la raccompagne à la gare où elle doit prendre le train qui la ramène chez ses parents à Enghien-les-Bains. Mais, dans le train, la jeune femme est sauvagement agressée par le voyou Samson Balestra et ses deux acolytes Daniel Verlot et Michel Poubennec, sous les yeux pétrifiés des autres passagers trop apeurés pour intervenir. Alors qu'il s'apprête à quitter le train avec ses complices, Balestra assène un violent coup de karaté à Carine, qui meurt sur le coup. 
Prévenu du drame par l'inspecteur Gagnon, chargé de l'affaire, Antoine, fou de douleur et de chagrin, se remémore des moments passés avec Carine, dont leur première rencontre quelques mois auparavant. Un autre voyageur s'est fait agresser et tuer dans les couloirs du métro par les mêmes voyous, qui lui ont coupé les doigts pour lui voler son alliance. Voyant que la police peine à retrouver les coupables, il décide de les retrouver lui-même et s'achète une arme à feu. Il parvient à remonter la piste de Poubennec chez un receleur, grâce au camée qu'Antoine avait offert à Carine le soir du drame. Gagnon, quant à lui, remonte la trace de Balestra en visitant plusieurs cours de karaté. Antoine prend Poubennec en filature, ce qui le mène jusqu'à un repaire où se trouvent Balestra et Verlot, mais il s'aperçoit que Gagnon et ses collègues se trouvent également sur les lieux et qu'ils ont fait boucler le secteur. Poubennec, ayant aperçu les policiers, avertit Balestra et Verlot, qui vont s'armer lourdement. Une fusillade s'engage entre voyous et policiers, au cours de laquelle Verlot et Poubennec sont abattus, tandis que Balestra, acculé, est finalement arrêté par Gagnon. Toujours présent sur les lieux, Antoine croise Balestra et, épris de vengeance, sort son arme et le tue de sang-froid.
Condamné à sept ans d'emprisonnement pour le meurtre de Balestra, Antoine bénéficie d'une remise de peine et quitte la prison après trois ans. Il reprend son métier de fripier et vit désormais seul.

## Fiche technique
- Titre : Tir groupé
- Réalisation : Jean-Claude Missiaen
- Scénario : Jean-Claude Missiaen, dialogues de Jean-Claude Missiaen et Claude Veillot
- Musique : Hubert Rostaing et Ivan Jullien
- Décors : Dominique André
- Photographie : Pierre-William Glenn
- Cascades : Roland Neunreuther et Daniel Vérité
- Son : Michel Desrois
- Montage : Armand Psenny
- Production : Alain Sarde
- Sociétés de production : Sara Films et Parafrance Films
- Société de production : Parafrance Films
- Pays d'origine :  France
- Langue originale : français
- Format : couleur (Fujicolor) — 35 mm — 1,66:1 — son monophonique
- Genre : policier, drame
- Durée : 88 minutes
- Date de sortie : France : 22 septembre 1982
- Classification CNC[1]: interdit aux moins de 12 ans (visa d'exploitation no 55497 délivré le 17 septembre 1982)
- Affiche : Jouineau Bourduge (France)

## Distribution
- Gérard Lanvin : Antoine Béranger
- Véronique Jannot : Carine Ferrand
- Jean-Roger Milo : Samson Balestra
- Roland Blanche : Michel Poubennec
- Dominique Pinon : Daniel Verlot
- Michel Constantin : l'inspecteur Alexandre Gagnon
- Mario David : Félix Péjat
- David Jalil : l'inspecteur Sormani
- Steve Kalfa : l'inspecteur Jégou
- Roland Amstutz : Francis Colletin
- Fabrice Eberhard : le vendeur d'armes à feu
- Cathy Bodet : Colette Dupré
- Patricia Millardet : Anne-Marie
- Pierre Londiche : Raoul Ferrand
- Janine Magnan : Solange Ferrand
- Yves Elliot : Fernand, le « pucier »
- Amélie Prévost : Sophie
- Louis Navarre : Marco, l'indic
- Denise Bailly : Mme Gilles
- Bernard Marcellin : le lieutenant de vaisseau
- Albert Augier : le préposé à l'anthropométrie
- Pierre Ivanoff
- Jean-Claude Bouillaud
- Jacques Chevalier : un voyageur en première classe
- Jean-Pierre Maurin
- Luc Montbart
- Marcel Jemma
- Franck Capillery
- Corinne Touzet[a] : la fille avec le lieutenant de vaisseau

## Sortie et accueil
Le film connaît de bonnes critiques à sa sortie. Le Nouvel Observateur note que « pour son premier film, Missiaen file droit à l'essentiel » avec « chaque plan est d'une précision et d'une densité physique très remarquables, la direction d'acteur ne trahit aucune faille, et la caméra trouve encore le temps de glisser sur une foule de subtiles notations descriptives », tandis que Le Point trouve « Gérard Lanvin digne du Jean Gabin auquel le film est dédié » car le long-métrage « renoue discrètement avec le grand cinéma noir français des années trente », ajoutant que le réalisateur « s'abstient de trancher qui a raison et qui a tort dans ce conflit où la sincérité des passions et la dureté des faits seules comptent » et que le film « touche au cœur, car sa problématique nous implique en même temps, et par les mêmes moyens, que son récit nous séduit ». Pour Les Nouvelles Littéraires, « Gérard Lanvin qui se révèle ici plus convaincant que jamais, dans la sensibilité de l'air du temps ». Pour Jacques Siclier du Monde, « l'originalité de Jean-Claude Missiaen est de ne pas avoir suivi les pistes habituelles » des films de vengeance.
Sorti le 22 septembre 1982 en France avec une interdiction aux moins de 13 ans, Tir Groupé prend la quatrième place du box-office avec 156 303 entrées, pour un cumul de 156 443 entrées. La semaine suivante, il s'empare brièvement de la première place avec 175 144 entrées, portant à 331 587 entrées enregistrées depuis sa sortie. Il atteint le demi-million d'entrées en cinquième semaine. En près de deux mois à l'affiche, Tir Groupe est toujours dans le top 10 et affiche 941 780 entrées. Le film atteint le million d'entrées le 30 novembre 1982. Le film quitte le top 30 le 21 décembre 1982 avec 1 130 598 entrées. En fin d'exploitation, le film affiche 1 344 411 entrées.

## Distinctions
- 8e cérémonie des César 1983 : 
  - Nommé au César du meilleur acteur pour Gérard Lanvin
  - Nommé au César de la meilleure première œuvre
  - Nommé au César du meilleur montage pour Armand Psenny
  - César du meilleur premier film